# Sivert
Sivert eller Sievert är ett mansnamn, en mindre vanlig variant av Sigvard, vilket gör att de delar namnsdag. Sivert har använts i Sverige sedan 1500-talet.
Varianter stavas med w, och/eller ett h på slutet, där de vanligaste är Siwert och Siewert.
Namnet är ovanligt bland de yngre. Nästan alla bärare är över 50 år. 2021 var medelåldern för tilltalsnamnen Sivert 73,9 år, Sievert 72,7 år, och Siwert 70 år.
31 december 2005 fanns det totalt 3538 personer i Sverige med namnet Sivert, Siwert eller Siewert, varav 1012 med det som tilltalsnamn. 2021 hade antalet sjunkit till 2756 för alla varianter, varav 693 var tilltalsnamn.
År 2003 fick 9 pojkar namnet, men ingen fick det som tilltalsnamn.
Manliga teknologer i Uppsala kallas för Civerth.
Namnsdag: 25 februari, (1986-1992: 6 september).
Namnet används ibland som efternamn. 2021 hade knappt 200 personer varianter av namnet som efternamn.

## Personer med namnet
- Sivert Beck, skånsk godsägare och adelsman
- Sivert Bramstedt, bluessångare
- Sivert Høyem, norsk musiker och sångare
- Sivert Knudsen Aarflot, norsk lärare och boktryckare
- Sivert Lindblom, skulptör
- Sivert Mattsson, längdskidåkare
- Siewert Öholm, journalist, programledare

### som efternamn
- Rolf Sievert (1896–1966), medicinsk fysiker
- Max Sievert (1849–1913), grundare av Sieverts Kabelverk